# Irene Dalis
Irene Dalis, cuyo nombre real era Yvonne Dalis (8 de octubre de 1925 – San José, 14 de diciembre de 2014), fue una notable mezzo-soprano estadounidense de actuación internacional que al retirarse se dedicó a dirigir la compañía de ópera de su ciudad natal, San José, que ella fundó en 1984.

## Biografía
Hija de un inmigrante griego y madre italiana, tuvo cinco hermanas. Gracias a una Beca Fulbright estudió en Milán debutando en el Oldenburgisches Stadtstheater de Alemania donde permaneció entre 1953-55. Luego formó parte del elenco Berlín Stadtische Oper llegando al Metropolitan Opera, en 1957 donde cantó 274 representaciones en veinte temporadas acompañando a Birgit Nilsson, Leontyne Price, Plácido Domingo, Leonie Rysanek, Renata Scotto y Franco Corelli.
En 1961, fue la primera estadounidense en cantar Kundry de Parsifal en el Festival de Bayreuth.., papel que cantó en los festivales de 1961 al 63. Otros roles en los que se destacó fueron Dalilah, Santuzza, la Nodriza de Die Frau ohne Schatten, Eboli, Amneris, Venus, Ortrud, Fricka, Zia Principessa, Brangania, etc.
Al retirarse del Met en 1976, Dalis regresó a California, donde dio cátedra en la San Jose State University. En 1984 fundó la Opera San Jose, entidad que dirigió hasta 2010. En 2007 estableció la competencia que lleva su nombre.
En 1957, Dalis se casó con el editor de McGraw Hill, George Loinaz que falleció en 1990 y con quien tuvo su única hija, Alida Loinaz.